# Der letzte Advent
Der letzte Advent ist ein Roman des deutschen Schriftstellers Edzard Schaper, der 1949 erschien. Er behandelt die Thematik der Krise der Kirche im 20. Jahrhundert und der Christenverfolgung in der stalinistischen Sowjetunion.

## Inhalt
1931 stürzt in der Osternacht die Kuppel der russisch-orthodoxen Kirche von Port Juminda in Estland ein und erschlägt 11 Menschen, darunter den Priester. Wie durch ein Wunder bleibt der neben ihm gehende Diakon Sabbas unverletzt. Sabbas stammte aus Russland und hatte während der Revolution gegen die Bolschewiken gekämpft, sich dann aber resigniert in Estland niedergelassen und dem Kirchendienst geweiht. Inmitten einer russenfeindlichen Umgebung und von der Kirchenführung mit ihren Problemen weitgehend alleingelassen, war Sabbas Diakon der kleinen Gemeinde von Juminda geworden, deren Kirche schwere Baumängel aufwies. Es gab kein Geld für die Reparatur und spätestens als Sabbas durch einen herabfallenden Stein schwer verletzt wurde, wusste er um die Gefahr. Und mit einemmal konnte die baufällige Kirche in Port Juminda ihm als nichts anderes mehr erscheinen, denn als ein Gleichnis für die Kirche überhaupt. Die morschen Balken, das verwitterte Bindewerk, die verrotteten Rahmen, die das Glas der Kuppel nicht mehr hielten - fand er das alles nicht im Großen bei seiner Kirche wieder? Viel unheilvoller noch am geistigen Leib Christi, denn an dem irdischen, der Vergänglichkeit geweihten Bauwerk, in dem der Glaube seine Heimstatt hat? Sah er nicht, wie Nationalitätenhader die tragenden Pfeiler des Glaubens mit seiner Sendung an alle Völker zerfraß? Sah er nicht, wie eitle Anmaßung das Licht der hierarchischen Gnade trübte? Brach nicht die Unzulänglichkeit der Priester unter dem Gewicht der hohen Pflichten, die sie übernommen hatten, zusammen und stürzte jeden, der bei ihnen einen Halt gesucht hatte, in den geistlichen Tod eines verzagten Nihilismus? Er hatte nichts unternommen und nun fühlt er seine Schuld an dem Unglück.
Sabbas zieht sich in seiner tiefen persönlichen Krise in ein Kloster im Süden des Landes zurück, um Mönch zu werden. Er ist krank am Leibe und an der Seele, das Leben ist ihm nur mehr eine Last, die er am liebsten loswerden würde. Doch dann reift in ihm der Entschluss, über die Grenze in die Sowjetunion zu gehen und dort den Menschen das Evangelium zu verkünden. Er wird zum Priester geweiht und überschreitet mit nichts, als was er am Leibe trägt, die als unüberwindbar geltende Grenze. Da gerade ein Waldbrand wütet, der die Aufmerksamkeit der Wachsoldaten ablenkt, gelingt es ihm, durch das Feuer hindurchzugehen, indem er, dicht an einen Wasserlauf gepresst, die Feuerwalze über sich hinziehen lässt. Er weiß weder, wohin ihn sein Weg führt, noch was ihn in dem abgeschotteten Land erwartet, weiß nicht, wem er vertrauen kann, und hat auch keine Papiere, mit denen er sich bei einer Kontrolle legitimieren könnte. Zunächst ängstlich jedem Weg und jedem Menschen ausweichend, trifft er erschöpft und hungrig auf einen Straßenarbeiter, der noch vom alten Glauben weiß. Von ihm erfährt Sabbas, dass es noch elf Gläubige in Babylon gäbe und schärft ihm ein, wo er sie finde und wie er sie erkennen könne.
Er wird von einem Ehepaar im Geheimen aufgenommen und versteckt. Die Vorsichtsmaßnahmen, die Sabbas und die Gläubigen treffen müssen, um nicht von den Behörden entdeckt zu werden, sind sehr umfangreich. Keiner kann auf direktem Wege zu einem anderen gehen und sie dürfen auch nicht gemeinsam gesehen werden, da niemand weiß, ob, von wem und wann man beobachtet wird. So sitzt Sabbas stets im Dunkeln in seiner bescheidenen Unterkunft, damit niemand merkt, dass jemand dort wohnt. In dieser Atmosphäre der totalen Überwachung und der ständigen Angst vor Entdeckung lernt Sabbas außer seinen Gastgebern noch einen ehemaligen Lehrer, eine junge Lehrerin und den ehemaligen Priester Feofan kennen, der seinen Beruf nicht mehr ausüben darf und besonders überwacht wird. Sabbas spendet ihnen die Sakramente und hält geheime Andachten in verstohlenen Räumen ab. Für die geistlich ausgehungerten Menschen ist er wie ein Heiliger. Er bleibt nun an dem Ort.
Da bemerkt er plötzlich, wie ihm jemand zu folgen scheint, und in der Tat tritt nach einiger Zeit ein Agent an ihn heran. Es ist Ilja, der Sohn des Priesters von Port Juminda, der sich schon vor langer Zeit von der Kirche losgesagt hatte und im Dienste der Kommunisten steht. Bald aber erkennt Sabbas, dass Ilja ihn gar nicht verhaften will, sondern dass er ihm im Gegenteil sogar hilft, seine Tarnung aufrechtzuerhalten. Ilja liebt Duschka, die junge Lehrerin, die im selben Haus wie er lebt. Es dauert eine Weile, bis alle einander vertrauen und sicher sind, nicht verraten zu werden. Sabbas bleibt auch nichts anderes übrig, als abzuwarten, ob er verhaftet wird oder nicht, da er ja nun weiß, dass seine Existenz bekannt ist. Ein junger Arbeiter nimmt mit ihm Kontakt auf und bittet ihn zu sich und einigen seiner Kollegen. Sie hätten Fragen und wollten mit ihm reden. Im Bewusstsein, dass dies ein riskantes Unterfangen sei, kommt er dem Wunsch nach und findet nach anfänglicher Skepsis bei den Menschen offenbar Zustimmung. Ilja verschafft dem Diakon, wie er trotz seiner Priesterweihe immer noch genannt wird, falsche Papiere.
Nach einiger Zeit merkt Ilja, dass man ihn scheinbar überwacht, dass jemand in seinem Zimmer gewesen sein muss. Von seinem Vorgesetzten wird er damit beauftragt, im Nachbarort nach dem Rechten zu schauen, wo einige Arbeiter am Sonntag sich weigern sollen zu arbeiten. Ilja ahnt bereits, dass er im Visier seiner Kollegen steht. Da ein Zusammenhang zwischen den Arbeitern und Sabbas besteht, ist Ilja bemüht, die Sache herunterzuspielen. Schließlich ist er allein und hat die Vollmacht, so zu handeln, wie er es für richtig findet. Daher stellt er die Sache so dar, dass es sich in Wahrheit um Unstimmigkeiten zwischen den beschuldigenden Funktionären handelt, die von ihrer Erfolglosigkeit abzulenken versuchen. Es ist die Zeit, als man überall trotzkistische Verschwörungen vermutet.
Als Ilja sich sicher ist, dass etwas gegen ihn bei seiner Behörde läuft, warnt er Sabbas und fordert ihn und die anderen auf, zu fliehen. In dramatischen und angstvollen Stunden versteckt er Sabbas in einem Erdloch auf freiem Feld. Er macht sich Vorwürfe. Ist er schuld, dass er die anderen in Gefahr gebracht hat? Es ist Winter; in der Höhle herrscht absolute Finsternis und der Diakon ist schwer krank. Nachdem er mit den anderen ebenfalls in die Höhle gekommen ist und sie dort unten zitternd das Sakrament empfangen wollen, werden sie von Iljas Kollegen verhaftet.
Die GPU weiß aber nicht, wer Sabbas eigentlich ist und woher er kommt. Durch Verhöre und Folterungen will man dies erfahren, aber alle schweigen und beteuern, es nicht zu wissen. Der schon halb tote Sabbas wird von einem Arzt am Leben erhalten. Nach scheinbar endlosen Tagen für die Gefangenen verspricht der Verhörsleiter dem ehemaligen Priester Feofan, der Frau und Kinder hat, die Freiheit, wenn er ihm dies sage. Feofan wird mit Sabbas in die gleiche Zelle gesperrt und Feofan bittet diesen, ihn von seinem Versprechen, die Identität Sabbas' nicht preiszugeben, zu entbinden. Sabbas tut dies, um wenigstens ihn zu retten, und mahnt ihn daran, dass er in Freiheit die Verpflichtung habe, das Evangelium zu verkünden. In Gewissensqualen macht Feofan seine Aussage, bei der er beteuert, erst jetzt in der Zelle von Sabbas erfahren zu haben, wer er sei. Er muss sich außerdem noch verpflichten, in Freiheit als Informant alles zu melden, was den behördlichen Vorschriften widerspricht, und wird dann freigelassen. Es ist gerade der Weihnachtstag.

## Über das Buch
Der Roman ist typisch für Edzard Schaper, der sich schon 1936 mit dem Buch „Die sterbende Kirche“ mit einem ähnlichen Thema beschäftigt hat. Schon dort geht es um die einstürzende Kirche von Port Juminda und deren Priester Seraphim. Selbst lange Jahre in Estland lebend, war ihm die Problematik vertraut. Der dezidiert christliche Autor musste selbst vor den Sowjets fliehen, die ihn zum Tode verurteilt hatten. Der Roman entstand in seiner neuen Heimat, der Schweiz, in der er seit 1947 lebte, und war das erste größere Werk von ihm, nachdem er während der Kriegszeit gar nichts geschrieben hatte. Zwei Jahre nach der Veröffentlichung des Buches trat der Protestant Schaper der katholischen Kirche bei. Die Intention des Romans, nämlich das Martyrium der von den Bolschewisten verfolgten Christen sichtbar zu machen, drückt sich in folgenden Worten des Autors aus seinem Aufsatz Das Martyrium der Lüge aus:

„Seit im Jahre 1917 die bolschewistische Revolution ausbrach, hat die christliche Welt des Abendlandes der Wirkung des Märtyrerbeispiels weitgehend entraten. Millionen sind stumm und unsichtbar gestorben. Der Bolschewismus hat es, von Jahr zu Jahr vollkommener, verstanden, die Lautlosigkeit und Unsichtbarkeit der Opfer, die er fraß, zu hüten, damit nicht ihr Beispiel Macht gewinne.“

## Ausgaben
- Edzard Schaper: Der letzte Advent. Atlantis-Verlag, Freiburg, 1949
- Edzard Schaper: Der letzte Advent. Hegner, Köln und Olten, 1953
- Edzard Schaper: Der letzte Advent. Fischer Bücherei, Frankfurt am Main und Hamburg, 1953

## Übersetzungen

### Niederländisch
- Edzard Schaper: Advent in Rusland. Übersetzung von Frans van Oldenburg Ermke. Romen, Roermond 1953

### Spanisch
- Edzard Schaper: Adviento en Rusia. Übersetzung von Carlos F. Grieben. Lohlé, Buenos Aires 1953